# 横山善之
横山 善之（よこやま よしゆき、1989年6月29日 - ）は、日本の俳優・タレント。
山口県出身。身長163cm。血液型はO型。
『少年ハリウッド』楽曲パフォーマンス公式連動型ユニット・ZEN THE HOLLYWOODのメンバーである。ZEN THE HOLLYWOODでのプレミアムユニット「マロンA」ではリーダーを務める。ハリウッドカラーは紫。

## 略歴
2013年4月、『少年ハリウッドプロジェクト』のオーディションを受け合格。『少年ハリウッド候補生・春チーム』のメンバーとなる。少年ハリウッド候補生として様々なライブやイベント活動を行う。2014年1月、進級ユニット「マロンA」に一足早く加入。
2014年4月、「少年ハリウッド候補生」から「候補生」が取れ、少年ハリウッド公式非連動型ユニット「ZEN THE HOLLYWOOD」として活動を始める。しかし、急な体調不良により活動を休止する。
2014年8月、夏の1週間公演イベント「ぜんハリ＆少ハリ公式フェス」にて活動再開の報告がされたが、2014年9月、ZEN THE HOLLYWOODとしての活動をこれからも続けていくため、年内の活動を休止。修行に出る。
2015年1月1日に復帰と同時にVine。を始める。

## 出演

### 舞台
- リーマン☆ロック（2010年9月）
- ライラック（2011年11月）
- 君に降りそそぐ、天上の花（2012年9月）
- 空翔ける雷鳴の夜に（2013年11月）

### DVD
2014
- 少年ハリウッド ハリウッドTVジャパン vol.1
- 少年ハリウッド ハリウッドTVジャパン vol.2
- 少年ハリウッド ハリウッドTVジャパン vol.3
- 少年ハリウッド ハリウッドTVジャパン vol.4
- 少年ハリウッド ハリウッドTVジャパン vol.5
- 少年ハリウッド ハリウッドTVジャパン vol.6
- 少年ハリウッド ハリウッドTVジャパン vol.7
- 少年ハリウッド ハリウッドTVジャパン vol.8